# Stiftungshochschule
Stiftungshochschulen bzw. Stiftungsuniversitäten sind Hochschulen, die durch eine öffentlich-rechtliche oder eine private Stiftung getragen werden oder in der Rechtsform einer Stiftung organisiert sind.

## Geschichte
Bereits die mittelalterlichen Universitäten in Deutschland waren Stiftungsuniversitäten. Sie finanzierten sich über Stiftungsgüter und kaum aus dem Staatshaushalt. Im Jahr 1809 griff Wilhelm von Humboldt das Modell einer Stiftungsuniversität für die Errichtung der Berliner Universität auf. Nach Humboldts Universitätsidee sollten Forschung und Lehre von staatlichen Forderungen und Auflagen einengender Art freigehalten werden. Um die Unabhängigkeit vom Staat auch in ökonomischer Hinsicht zu gewährleisten, sollte die Berliner Universität unabhängig von Zuwendungen des Staates Preußen wirtschaften können. Humboldt schlug vor, der Universität hierzu Domänengüter (aus dem Eigentum der Kirche) zu übertragen. Aus deren Erträgen und aus Zustiftungen sollte sich die Universität finanzieren. Das Modell konnte sich jedoch nicht durchsetzen, so dass die Stiftungsuniversität in Berlin nicht realisiert wurde.
Mit der Errichtung von Handelshochschulen im Jahre 1898 traten bereits Vereine oder Kammern als Träger auf. Die erste deutsche Stiftungshochschule der Neuzeit wurde 1914 in Frankfurt am Main mit privaten Mitteln Frankfurter Bürger gegründet. Nachdem das Vermögen der Stiftungsuniversität Frankfurt  nach dem Ersten Weltkrieg weitgehend ruiniert war, erfolgte die Finanzierung über einen Universitätsvertrag zwischen der Stadt Frankfurt am Main und Preußen. 1953 übernahm das Land Hessen die finanzielle Verantwortung für die Universität, so dass aus der Stiftungsuniversität eine Landesuniversität wurde.
In der Folgezeit wurden mehrere Stiftungshochschulen gegründet, die von einer Stiftung öffentlichen Rechts, einer kirchlichen Stiftung öffentlichen Rechts oder einer Stiftung bürgerlichen Rechts getragen werden. Die Johann Wolfgang Goethe-Universität Frankfurt am Main wurde – anknüpfend an ihre Tradition als Stiftungsuniversität – im Jahr 2008 von einer öffentlich-rechtlichen Körperschaft in eine öffentlich-rechtliche Stiftung umgewandelt.

## Gründe für die Organisation als Stiftungshochschule
Als Argumente für die Organisation als Stiftungshochschule werden im Wesentlichen angeführt:
- Steuerliche Vorteile (insbesondere Absetzbarkeit von Zustiftungen)

bei öffentlich-rechtlichen Stiftungshochschulen auch
- Entstaatlichung und Stärkung der Hochschulautonomie
- Stärkere Verankerung der Universität in der Bürgergesellschaft
- Nutzen des positiv besetzten Begriffs der „Stiftung“ für eine verstärkte Identifikation mit der Hochschule und eine erfolgreichere Akquise privaten Kapitals

bei privat-rechtlichen Stiftungshochschulen auch
- Verwirklichung einer größeren Staatsferne hinsichtlich organisatorischer und personalrechtlicher Regelungen
- Größere Realisierbarkeit von Innovationen in Struktur und Prozessen
- Keine Bindung mit ihren Standorten an ein einzelnes Bundesland
- Möglichkeit durch eigene Zugangsregelungen ihre Studenten auszuwählen und ihre Anzahl so begrenzen, dass optimale Betreuungsverhältnisse zu gewährleisten sind
- Möglichkeit insbesondere durch flexible Lehrdeputate und geringere Gremienbelastungen den Hochschullehrern erweiterte Forschungsfreiräume zu bieten.

## Derzeitige Stiftungshochschulen in Deutschland

### Hochschulen in der Trägerschaft einer Stiftung öffentlichen Rechts
- aus der Trägerschaft des Landes Brandenburg hervorgegangen (im Jahr 2008)

- Europa-Universität Viadrina Frankfurt/Oder
Zwischenbilanz der Viadrina 2014: Die Stiftungsuniversität brachte nicht mehr Geld, aber mehr Autonomie.

- aus der Trägerschaft des Landes Niedersachsen hervorgegangen (alle im Jahr 2003)
  - Hochschule Osnabrück
  - Leuphana Universität Lüneburg
  - Tierärztliche Hochschule Hannover
  - Universität Göttingen
  - Universität Hildesheim
- aus der Trägerschaft des Landes Niedersachsen hervorgegangen (2024)
  - Gottfried Wilhelm Leibniz Universität Hannover[2]

Nach zehn Jahren zogen die ersten fünf niedersächsischen Stiftungshochschulen eine positive Bilanz.

### Hochschulen in der Trägerschaft einer kirchlichen Stiftung öffentlichen Rechts
- Evangelische Hochschule für Soziale Arbeit Dresden
- Katholische Universität Eichstätt-Ingolstadt
- Katholische Stiftungshochschule München

### Hochschulen in der Trägerschaft einer Stiftung bürgerlichen Rechts
- Bucerius Law School, Hamburg
- EBS Universität für Wirtschaft und Recht, Oestrich-Winkel/Wiesbaden
- Frankfurt School of Finance & Management, Frankfurt
- WHU – Otto Beisheim School of Management, Vallendar
- Zeppelin Universität, Friedrichshafen

### Hochschulen, die selbst in der Rechtsform einer Stiftung öffentlichen Rechts organisiert sind
- Johann Wolfgang Goethe-Universität Frankfurt am Main (seit 2008, 1914 als Stiftungsuniversität gegründet, 1967–2007 in Trägerschaft des Landes Hessen)
- Universität zu Lübeck (seit 2015, vorher in Trägerschaft des Landes Schleswig-Holstein)

### Geplante Stiftungshochschulen
In einigen deutschen Bundesländern gibt es Bestrebungen, Hochschulen in Stiftungshochschulen umzuwandeln – wie zum Beispiel:
- Friedrich-Schiller-Universität Jena[4]
- Gottfried Wilhelm Leibniz Universität Hannover[5]
- Technische Universität Braunschweig[6]

### Überführung in Stiftung abgelehnt
- Medizinische Hochschule Hannover (Senatsbeschluss vom 12. Dezember 2012)[7]
Dies war der zweite Anlauf, die MHH in eine Stiftungshochschule umzuwandeln.[8]
- Universität Osnabrück (Senatsentscheidung 30. Mai 2012)
Mit 10 Ja- und 9 Nein-Stimmen wurde die nötige Zweidrittelmehrheit im Senat verfehlt. Nach Ansicht von Studierendenvertretern habe das Präsidium „sich nicht kritisch genug mit den Bedenken einzelner [auseinandergesetzt]“ und „bei der Vermittlung des Projekts ausschließlich positive Fakten [herausgestellt]“.[9]